# Melanotes ornata
Melanotes ornata är en insektsart som beskrevs av Desutter-grandcolas 1993. Melanotes ornata ingår i släktet Melanotes och familjen syrsor. Inga underarter finns listade i Catalogue of Life.